# シャドウ・オブ・ヘゲモン
『シャドウ・オブ・ヘゲモン』（Shadow of the Hegemon）は、オースン・スコット・カードのSF小説。

## 概要
エンダーシリーズ（Ender Wiggins Saga）の一作。
『エンダーのゲーム』から『死者の代弁者』に続くシリーズとは異なり、ビーンを主人公とした三部作『エンダーズ・シャドウ』『シャドウ・オブ・ヘゲモン』『シャドウ・パペッツ』の第二作目。

## ストーリー
バガーとの戦争終結後、バトル・スクールに集められていた子供達は、エンダーを除いて地球に戻された。しかし、平和が訪れたのも束の間、子供達は、収監を逃れた連続殺人鬼アシルによって誘拐されてしまう。唯一、アシルの魔の手を逃れたビーンは、ネット上で権力を持つピーター・ウィッギンと協力し、仲間の救出に向かう。
ビーン、アシル、ペトラ、ピーター。恐るべき知能を持った子供達がぶつかりあう。覇権（ヘゲモン）を得るのは誰なのか。

## 単行本
- 『シャドウ・オブ・ヘゲモン　上』田中一江訳 ハヤカワ文庫SF 2003年11月 ISBN 4-15-011463-3
- 『シャドウ・オブ・ヘゲモン　下』田中一江訳 ハヤカワ文庫SF 2003年11月 ISBN 4-15-011464-1

## エンダーシリーズ

### 長編
- 『エンダーのゲーム』 Ender's Game （1985年）
- 『死者の代弁者』 Speaker for the Dead （1986年）
- 『ゼノサイド』 Xenocide （1991年）
- 『エンダーの子どもたち』 Children of the Mind （1996年）
- 『エンダーズ・シャドウ』 Ender's Shadow （1999年）
- 『シャドウ・オブ・ヘゲモン』 Shadow of the Hegemon （2001年）
- 『シャドウ・パペッツ』 Shadow Puppets （2002年）
- Shadow of the Giant （2005年）
- A War of Gifts: An Ender Story （2007年）
- Ender in Exile （2008年）
- Shadows in Flight （2012年）
- Earth Unaware （2012年）
  - Aaron Johnstonと共著
- Earth Afire （2013年）
  - Aaron Johnstonと共著
- Earth Awakens （2014年予定）
  - Aaron Johnstonと共著
- Shadows Alive （予告）

### 短編
- 「エンダーのゲーム」 Ender's Game （1977年）
  - 短編集『無伴奏ソナタ』 Unaccompanied Sonata and Other Stories （1980年）所収
  - 短編集First Meetings in the Enderverse （2002年）所収
- Gloriously Bright （1991年）
- 「投資顧問」 Investment Counselor （1999年）
  - アンソロジー『SFの殿堂 遥かなる地平』 Far Horizons （1999年）所収
  - 短編集First Meetings in the Enderverse （2002年）所収
- The Polish Boy （2002年）
  - 短編集First Meetings in the Enderverse （2002年）所収
- Teacher's Pest （2003年）
- Mazer in Prison （2005年）
- Pretty Boy （2006年）
- Cheater （2006年）
- Ender's Stocking （2007年）
- A Young Man with Prospects （2007年）
- The Gold Bug （2007年）
- Ender's Homecoming （2008年）
- Ender in Flight （2008年）